# 道路交通法
道路交通法（どうろこうつうほう、昭和35年法律第105号）は、道路における危険を防止し、その他交通の安全と円滑を図り、および道路の交通に起因する障害の防止に資することを目的とする（1条）、いわゆる交通ルールに関する日本の法律である。略称は「道交法」。
1960年（昭和35年）6月25日に公布された。
車両等を運転して本法に違反すると「拘禁刑、罰金などの刑事処分」と「累積点数で免許証の効力が停止または取り消される行政処分」が科されるともに、民法および自動車損害賠償保障法により「被害者の損害を賠償する民事責任」が問われる。

## 主務官庁
- 国家公安委員会
- 警察庁交通局交通企画課
- 警察庁長官官房会計課 - 附則第16 - 20条の『交通安全対策特別交付金』のみ担当。
- 総務省自治財政局交付税課[2] - 『交通安全対策特別交付金』の、各地方自治体への配分を担当。

軌道法を所管する国土交通省道路局路政課、鉄道局総務課および施設課、法務省刑事局刑事課、財務省主計局司法・警察、経済産業、環境係担当主計官職など他省庁と連携して執行にあたる。

## 構成
- 第1章 総則（第1条 - 第9条）
- 第2章 歩行者等の通行方法（第10条 - 第15条の2）
- 第2章の2 遠隔操作型小型車の使用者の義務（第15条の3 - 第15条の6）
- 第3章 車両及び路面電車の交通方法
  - 第1節 通則（第16条 - 第21条）
  - 第2節 速度（第22条 - 第24条）
  - 第3節 横断等（第25条・第25条の2）
  - 第4節 追越し等（第26条 - 第32条）
  - 第5節 踏切の通過（第33条）
  - 第6節 交差点における通行方法等（第34条 - 第37条の2）
  - 第6節の2 横断歩行者等の保護のための通行方法（第38条・第38条の2）
  - 第7節 緊急自動車等（第39条 - 第41条の2）
  - 第8節 徐行及び一時停止（第42条・第43条）
  - 第9節 停車及び駐車（第44条 - 第50条）
  - 第9節の2 違法停車及び違法駐車に対する措置（第50条の2 - 第51条の15）
  - 第10節 灯火及び合図（第52条 - 第54条）
  - 第11節 乗車、積載及び牽けん引（第55条 - 第61条）
  - 第12節 整備不良車両の運転の禁止等（第62条 - 第63条の2の2）
  - 第13節 自転車の交通方法の特例（第63条の3 - 第63条の11）
- 第4章 運転者及び使用者の義務
  - 第1節 運転者の義務（第64条 - 第71条の6）
  - 第2節 交通事故の場合の措置等（第72条 - 第73条）
  - 第3節 使用者の義務（第74条 - 第75条の2の2）
- 第4章の2 高速自動車国道等における自動車の交通方法等の特例
  - 第1節 通則（第75条の2の3・第75条の3）
  - 第2節 自動車の交通方法（第75条の4 - 第75条の9）
  - 第3節 運転者の義務（第75条の10・第75条の11）
- 第4章の3 特定自動運行の許可等 (第75条の12 - 第75条の29)
- 第5章 道路の使用等
  - 第1節 道路における禁止行為等（第76条 - 第80条）
  - 第2節 危険防止等の措置（第81条 - 第83条）
- 第6章 自動車及び一般原動機付自転車の運転免許
  - 第1節 通則（第84条 - 第87条）
  - 第2節 免許の申請等（第88条 - 第91条の2）
  - 第3節 免許証等（第92条 - 第95条）
  - 第4節 運転免許試験（第96条 - 第97条の3）
  - 第4節の2 自動車教習所（第98条 - 第100条）
  - 第4節の3 再試験（第100条の2・第100条の3）
  - 第5節 免許証の更新等（第101条 - 第102条の3）
  - 第6節 免許の取消し、停止等（第103条 - 第107条）
  - 第7節 国際運転免許証及び外国運転免許証並びに国外運転免許証（第107条の2 - 第107条の10）
  - 第8節 免許関係事務の委託（第108条）
- 第6章の2 講習（第108条の2 - 第108条の12）
- 第6章の3 交通事故調査分析センター（第108条の13 - 第108条の25）
- 第6章の4 交通の安全と円滑に資するための民間の組織活動等の促進（第108条の26 - 第108条の32の4）
- 第7章 雑則（第108条の33 - 第114条の7）
- 第8章 罰則（第115条 - 第124条）
- 第9章 反則行為に関する処理手続の特例
  - 第1節 通則（第125条）
  - 第2節 告知及び通告（第126条・第127条）
  - 第3節 反則金の納付及び仮納付（第128条 - 第129条の2）
  - 第4節 反則者に係る刑事事件等（第130条・第130条の2）
  - 第5節 雑則（第131条・第132条）
- 附則

## 主な改正
日付は施行日。道路交通法施行令・道路交通法施行規則など下位法令の改正を含む。
- 1960年（昭和35年）12月20日
  - 道路交通法施行。これに伴い道路交通取締法（昭和22年法律第130号）が廃止される。
- 1963年（昭和38年）7月14日
  - 名神高速道路の開通に合わせ、高速道路に適用される特別規則が整備される。
- 1964年（昭和39年）9月1日
  - 道路交通に関するジュネーブ条約への加盟に合わせ、大幅に改正される。
    - 追い越しなどのために道路中央を空けるキープレフトの原則が、一般道に導入される。
    - 車種ごとに通行車線を分けていた車両通行区分帯が廃止され、車両通行帯とされる。
    - 優先道路が定められる。
    - 特殊自動車の区分が廃止され、大型特殊自動車及び小型特殊自動車の区分が新設される。
- 1965年（昭和40年）9月1日
  - 自動二輪車は高速道路でヘルメットの着用が義務化されて2人乗りが禁止される。
- 1968年（昭和43年）7月1日
  - 交通反則通告制度が定められる。
- 1970年（昭和45年）8月20日
  - 酒気帯び運転に罰則が復活される。
  - 大型自動車に関する乗車定員が11人以上に改められ、マイクロバスが大型自動車となる。
  - 「二輪の自転車」の歩道通行を道路標識による指定を条件に認め、自転車道の定義が新設される。
- 1971年（昭和46年）
  - 標識標示主義[注 1]の導入[3][4]。
- 1972年（昭和47年）10月1日
  - 初心運転者標識（初心者マーク）の導入。
- 1975年（昭和50年）10月1日
  - 自動二輪車に限定制度が定められ、中型自動二輪限定及び小型自動二輪限定免許が設けられる。
- 1978年（昭和53年）12月1日
  - 自動二輪車のヘルメット着用が、一般道路、高速道路を問わずに義務化される。
  - 暴走族対策として、共同危険行為の禁止が規定される。
  - 歩道の通行が認められる自転車を普通自転車として定義し、歩道通行の方法を規定する。
- 1985年（昭和60年）
  - 2月15日：ミニカーが原動機付自転車から普通自動車に区分換えされる。
  - 9月1日：シートベルトの着用が高速道路で義務化される。
- 1986年（昭和61年）
  - 1月1日：3車線以上の道路における原動機付自転車の二段階右折が義務化される。
  - 7月5日：原動機付自転車のヘルメット着用が義務化される。
- 1991年（平成3年）11月1日
  - 普通自動車免許にオートマチック限定免許が定められる。
- 1992年（平成4年）11月1日
  - 「中速車」の区分が廃止され、自動車の一般道路等の法定最高速度が一律60キロメートル毎時となる。
- 1994年（平成6年）5月10日
  - 5年以上無事故・無違反の優良運転者に限り、免許更新期間が5年に延長され、免許証の有効期限記載欄が金色の通称ゴールド免許となる。
- 1996年（平成8年）6月1日
  - 自動二輪車の限定区分を廃止し、大型自動二輪車と普通自動二輪車の区分が新設される。大型自動二輪車の教習が指定自動車教習所で解禁される。
- 1997年（平成9年）10月30日
  - 高齢運転者標識（紅葉マーク）が定められる。
- 1999年（平成11年）11月1日
  - 運転中の携帯電話の使用[注 2]が禁止される。
- 2000年（平成12年）
  - 4月1日：6歳未満の幼児はチャイルドシートの使用が義務化される。
  - 10月1日：軽自動車、自動二輪車の高速道路の法定速度が、100キロメートル毎時に変更される。
- 2002年（平成14年）6月1日
  - 酒酔い運転、酒気帯び運転、死亡事故など悪質で危険な違反は、罰則が強化される。
  - 免許証の有効期間の原則が、3年から5年へ変更される。
  - 高齢者講習と紅葉マークの対象年齢が、75歳以上から70歳以上へ変更される。
  - 身体障害者標識（四葉マーク）が定められる。
  - 自動車運転代行業者の義務を規定化[注 3]。
- 2004年（平成16年）11月1日
  - 走行中の携帯電話等の使用[注 2]の罰則強化[注 4][6]。
  - 騒音運転、消音器（マフラー）不備車両などの罰則強化[6]。
  - 酒気帯び検査拒否の罰則強化[6]。
  - 暴走族などによる共同危険行為の摘発の簡素化。
  - 国民保護法において定められた武力攻撃事態等における交通規制の規定。
- 2005年（平成17年）
  - 4月1日：自動二輪車の高速道路での2人乗り解禁（運転者に条件あり）。
  - 6月1日：大型自動二輪車免許及び普通自動二輪車免許（小型限定含む）に、既定のコースとしての「AT車限定」導入。
- 2006年（平成18年）6月1日
  - 駐車違反取締りを民間委託・放置違反金制度の導入。駐車監視員が駐車違反の取締りを行うようになった。また、違反金の納付は運転者が支払いを拒否した場合、車の所有者が支払わなければならなくなる。
- 2007年（平成19年）
  - 6月2日：「普通自動車」及び「大型自動車」の区分を、「普通自動車」「中型自動車」及び「大型自動車」に見直し。
  - 8月1日
    - 駐車禁止及び時間制限駐車区間の交通規制から除外される車両に掲出する標章の交付にかかる手帳の種別・障害の区分・級別の変更[7]。
    - 障害者等用除外標章の車禁止規制からの除外措置の一部変更[8]。

  - 9月19日
    - 飲酒運転に対する罰則の強化。
      - 飲酒運転に対する罰則引上げ（最高で懲役3年、罰金50万→懲役5年、罰金100万）。
      - 飲酒検知拒否罪に対する罰則引上げ（最高で罰金30万→懲役3月、罰金50万）。
      - 「車両の提供」、「酒類の提供」、「同乗行為」の禁止・罰則を新設。

    - 救護義務違反（ひき逃げ）に対する罰則の強化（最高で懲役5年、罰金50万→懲役10年、罰金100万）。
    - 違反、事故などを起こしたときの警察官への運転免許証提示の義務化。
    - 外国運転免許制度の適用拡大（イタリア、ベルギー、台湾を追加）。
- 2008年（平成20年）6月1日
  - 後部座席のシートベルト着用義務化。
  - 高齢運転者標識（もみじマーク）の表示義務化。
  - 聴覚障害者標識（蝶マーク、蝶々マーク）の導入と表示義務化。
  - 自転車歩道通行の要件を事実上緩和。
- 2009年（平成21年）
  - 4月17日
    - 高齢運転者標識（もみじマーク）の表示義務化は、罰則のない努力義務に戻された。
    - 高齢者と障害者、妊婦専用の駐車区間を設けることができるようになった。
    - 高速・自動車専用道でのあおり行為（車間距離保持義務違反）の罰則を「5万円以下の罰金」から「3月以下の懲役か5万円以下の罰金」に強化した。

  - 9月1日：内閣府告示に定める構造を有する三輪の自動車について自動二輪車と見做す（特定二輪車）規定を追加する道路交通法施行規則改正が行われた。
- 2012年（平成24年）4月1日
  - 道路標識・道路標示により転回禁止の規制をしている場所を除いて、右折矢印信号での転回（Uターン）が可能になった。
- 2014年（平成26年）9月1日
  - 運転に支障を来す疾患の運転免許証の取得・更新時の虚偽申告に対する罰則化。
  - 環状交差点（通称ラウンドアバウト）が位置づけられ、その定義、左折・右折・直進・転回の方法、他の車両等との関係が明確にされた。
- 2015年（平成27年）
  - 6月1日：自転車の交通違反について、罰則規定の強化。
  - 6月17日：酒気帯び運転や過労運転等で交通事故を起こして人を傷つけた場合も、運転免許の仮停止の対象になった。
- 2017年（平成29年）3月12日
  - 　高齢運転者対策の強化（75歳以上の運転者）
    - 　臨時認知機能検査、臨時高齢者講習の新設
    - 　認知症のおそれがあると判断された場合には医師の診断書の提出等が必要となった。※医師の診断の結果、認知症と診断された場合は運転免許の取消しまたは停止。[9]
    - 更新時の高齢者講習が認知機能検査結果から区分されるようになった。

  - 「普通自動車」の区分を、「普通自動車」及び「準中型自動車」に見直し。
- 2019年（令和元年）12月1日
  - 走行中の携帯電話等の使用（「ながら運転」）の罰則強化[注 2]。事故発生その他交通の危険を生じさせた場合、非反則行為となる[10][11]。
  - レベル3自動運転車使用に関する規定の新設[12]。
- 2020年（令和2年）6月30日
  - 妨害運転罪の創設によるあおり運転の厳罰化。[13]
  - 75歳以上の高齢者の安全対策（違反者への実車運転試験義務化など。2022年6月までに施行予定）[13]
- 2022年 (令和4年) 4月27日[14]
  - 電動キックボード、自動運転車、パーソナルモビリティ、宅配ロボット等の新しいモビリティへの対応のため、特定小型原動機付自転車、移動用小型車、遠隔操作型小型車、レベル4自動運転に対応する特定自動運行の規定の新設。運転免許証とマイナンバーカードの一体化対応、自転車のヘルメットの努力義務化等。
- 2023年 (令和5年) 12月1日[15][16][17]
  - 白ナンバー車の使用者に対しても、安全運転管理者に対し、運転者に対する運転を含む業務の開始前や出勤時及び終了後や退勤時にアルコール検知器を用いたアルコール検査の実施並びにその内容を記録して1年間保存すること及びアルコール検知器を常時有効に保持することが、義務付けられることとなった。

## 交通反則通告制度
第9章「反則行為に関する処理手続の特例（125条 - 132条）」に関する制度。